# Profesor Carlos Hank González
Profesor Carlos Hank González är en mindre stad i Mexiko, tillhörande La Paz kommun i delstaten Mexiko. Los Hornos ligger i den centrala delen av landet och tillhör Mexico Citys storstadsområde. Staden, som är döpt efter politikern Carlos Hank González, hade 10 416 invånare vid folkmätningen 2010.